# Nanna (bóg)
Nanna, Nannar – sumeryjski bóg Księżyca. Nazywany też był Suen, Zuen (akad. Sin). Inne imiona: Aszimbabar, Namrasit, Inbu. Jego imię zapisywano również liczbą trzydzieści (tyle jest dni w miesiącu księżycowym).
Był synem Enlila i Ninlil. Jego żoną została Ningal (Nikkal), z którą miał dzieci: Utu (Szamasza) i Inannę (Isztar).
Głównym miejscem kultu Nanny była świątynia E-hulhul (Dom radości) w mieście Harran (dzisiejsza Turcja). Inne świątynie zlokalizowane były w Ur, Borsippie, Uruku, Aszur, Babilonie, Agade, Kalchu i Larsie, a także w oazie Tema na Półwyspie Arabskim. W Ur kapłanki tego boga były wybierane spośród rodziny królewskiej, najsłynniejszą kapłanką była Enheduanna, poetka, córka Sargona Wielkiego. Babiloński król Nabonid (555-539 p.n.e.) dążył do wyniesienia boga Sina na głównego boga panteonu, co spotkało się z oporem kapłanów Marduka w Babilonie. Kult tego boga był żywy aż do 382, kiedy cesarz Teodozjusz I Wielki rozkazał zburzyć świątynię w Harranie.
Kult Nanny popularny był wśród mezopotamskich kupców, których karawany chętniej podróżowały w nocy przy blasku księżyca niż w palącym świetle słońca.
Symbol: sierp wschodzącego Księżyca w pozycji leżącej lub barka, którą podróżował po nocnym niebie.
Zwierzę: byk lub lew-smok.